# نورکلوستبول
نورکلوستبول (به انگلیسی: Norclostebol) با فرمول شیمیایی C۱۸H۲۵ClO۲ یک ترکیب شیمیایی با شناسه پاب‌کم ۱۶۶۵۷۶ است. که جرم مولی آن ۳۰۸٫۸۴ g/mol می‌باشد.